# Aficionado (corrida)
Pour les articles homonymes, voir Aficionado.
Un aficionado (de l'espagnol : amateur) est dans le monde de la tauromachie un passionné de corrida, qu'il s'agisse d'un spectateur et du public des corridas en général, d'un torero amateur, ou d'un auteur qui écrit en faveur de la corrida. L'aficionado de verdad désigne un spectateur assidu des courses de taureaux.

## Présentation

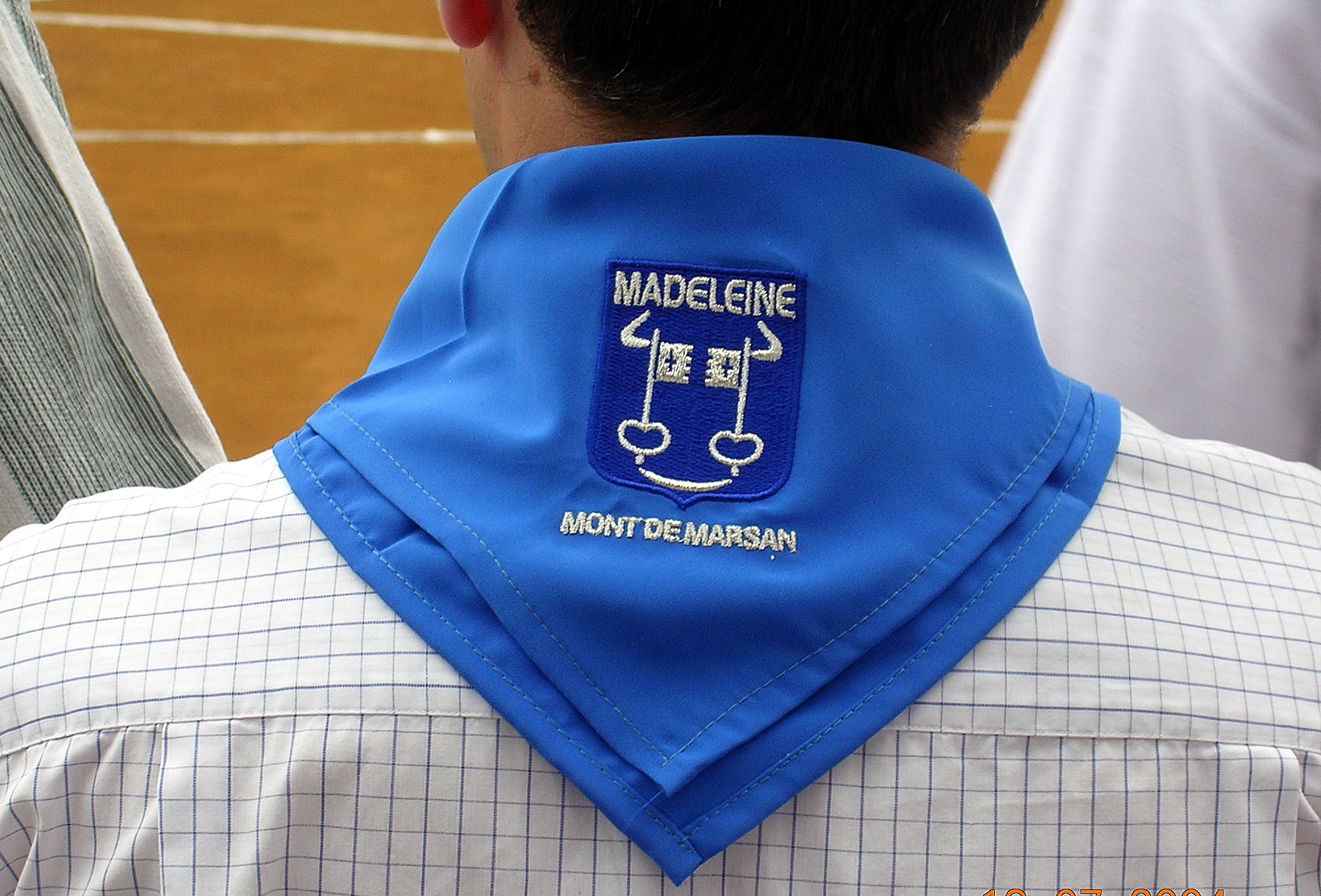
Un aficionado des fêtes de la Madeleine

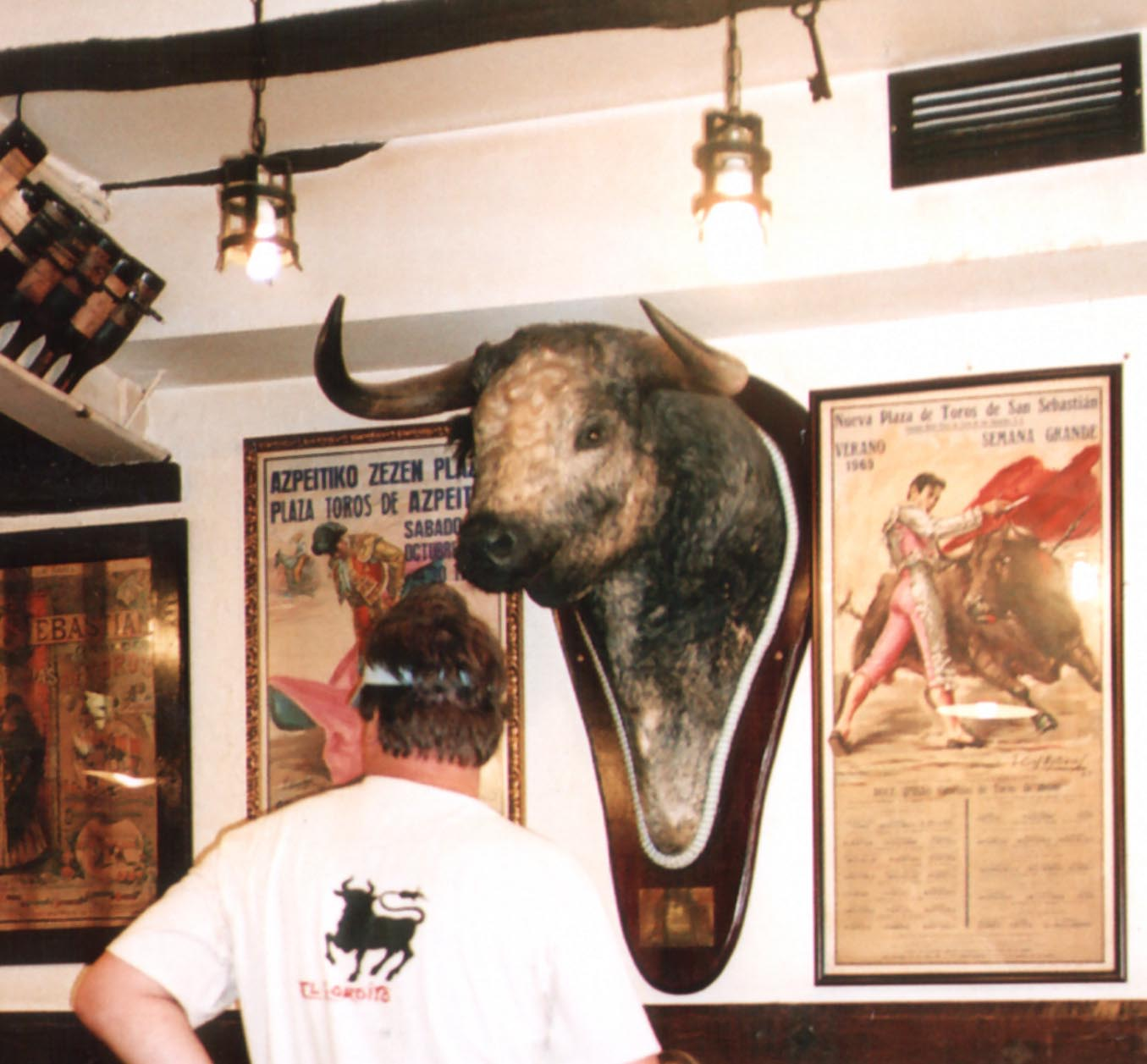
Intérieur d'un bar d'aficionados

Les aficionados admirent autant les matadors que les « ganaderías  » (élevages) de taureaux, et sont traditionnellement classés en deux catégories :
- les toreristas : essentiellement attirés par l’art du matador
- les toristas : essentiellement attirés par le spectacle du taureau

En France, les droits et obligations des spectateurs sont précisés dans le chapitre II du titre IV du Règlement de l'Union des villes taurines françaises.